# Жордан Нкололо
Мішель Жордан Нкололо (фр. Michaël Jordan Nkololo, нар. 9 листопада 1992, Кретей, Франція) — французький та конголезький футболіст, який грає на позиції атакувального півзахисника та нападника.

## Клубна кар'єра

### «Шатору»
Футбольну кар'єру розпочав у «Шатору», у складі якого дебютував 31 серпня 2012 року в програному виїзному поєдинку проти «Генгама», вийшовши з лави запасних наприкінці матчу Йохана Откюра. Загалом провів три матчі за «Шатору» в чемпіонаті, окрім цього зіграв двадцять матчів та відзначився шістьма голами, в тому числі й у своєму дебютному матчі проти «Ла-Флеша», за резервну команду клубу. Залишив команду 2013 року.

### «Клермон»
Нкололо приєднався до «Клермона» в 2013 році та став гравцем соновного складу в сезоні 2013/14 років, зігравши 32 матчі в чемпіонаті, відзначився одним голом та чотирма результативними передачами. У січні 2015 року побував на перегляді в клубі англійської Прем'єр-ліги «Астон Вілла». У команді провів два сезони, зіграв 50 матчів у Лізі 2, а в 2015 році залишив розташування «Клермона». Також встиг відзначитися 2-ма голами в 9-ти мачах за «Клермон II».

### «Кан»
Напередодні старту сезону 2015/2016 років у Лізі 1 перейшов у «Кан». У своєму дебютному сезоні за «Кан» зіграв 16 матчів, за другу ж команду клубу провів 5 поєдинків в Аматорському чемпіонаті Франції 2. За перші шість місяців сезону 2016/17 років не зіграв жодного матчу, після чого 17 січня 2017 року відправився в оренду до «Лаваля», яка виступала в Лізі 2.

### «Германнштадт»
У 2018 році виступав за румунський клуб «Германнштадт», у футболці якого відзначився двома голами: по одному в Лізі I проти «Динамо» (Бухарест) та в кубку Румунії проти «Волунтарі».

### «Істра 1961»
У лютому 2019 року перейшов до хорватського клубу «Істра 1961», в якому повинен був виступати до червня 2020 року.

### «Рига»
У грудні 2019 року перейшов до чемпіона Латвії ФК «Рига».

### «Волинь»
3 березня 2021 року перейшов до «Волині».

## Кар'єра в збірній
На дорослому рівні вирішив представляти ДР Конго, у футболці якої відзначився 2-ма голами в 5-ти матчах.

## Статистика виступів

### Клубна
Станом на 4 липня 2018.
| Клуб              | Сезон             | Чемпіонат         | Чемпіонат | Чемпіонат | Кубок | Кубок | Кубок ліги | Кубок ліги | Єврокубки | Єврокубки | Інші  | Інші | Загалом | Загалом |
| Клуб              | Сезон             | Дивізіон          | Матчі     | Голи      | Матчі | Голи  | Матчі      | Голи       | Матчі     | Голи      | Матчі | Голи | Матчі   | Голи    |
| ----------------- | ----------------- | ----------------- | --------- | --------- | ----- | ----- | ---------- | ---------- | --------- | --------- | ----- | ---- | ------- | ------- |
| «Шатору»          | 2012–13           | Ліга 2            | 3         | 0         | 0     | 0     | 0          | 0          | —         | —         | 0     | 0    | 3       | 0       |
| «Шатору»          | Загалом           | Загалом           | 3         | 0         | 0     | 0     | 0          | 0          | —         | —         | 0     | 0    | 3       | 0       |
| «Шатору II»       | 2012–13           | ЧФА 2             | 20        | 6         | —     | —     | —          | —          | —         | —         | 0     | 0    | 20      | 6       |
| «Шатору II»       | Загалом           | Загалом           | 20        | 6         | —     | —     | —          | —          | —         | —         | 0     | 0    | 20      | 6       |
| «Клермон»         | 2013–14           | Ліга 2            | 32        | 1         | 0     | 0     | 1          | 0          | —         | —         | 0     | 0    | 33      | 1       |
| «Клермон»         | 2014–15           | Ліга 2            | 18        | 1         | 1     | 0     | 3          | 0          | —         | —         | 0     | 0    | 22      | 1       |
| «Клермон»         | Загалом           | Загалом           | 50        | 2         | 1     | 0     | 4          | 0          | —         | —         | 0     | 0    | 55      | 2       |
| «Клермон II»      | 2013–14           | ЧФА 2             | 2         | 1         | —     | —     | —          | —          | —         | —         | 0     | 0    | 2       | 1       |
| «Клермон II»      | 2014–15           | ЧФА 2             | 7         | 2         | —     | —     | —          | —          | —         | —         | 0     | 0    | 7       | 2       |
| «Клермон II»      | Загалом           | Загалом           | 9         | 3         | —     | —     | —          | —          | —         | —         | 0     | 0    | 9       | 3       |
| «Кан»             | 2015–16           | Ліга 1            | 16        | 0         | 1     | 0     | 1          | 0          | —         | —         | 0     | 0    | 18      | 0       |
| «Кан»             | 2016–17           | Ліга 1            | 0         | 0         | 0     | 0     | 1          | 0          | —         | —         | 0     | 0    | 1       | 0       |
| «Кан»             | 2017–18           | Ліга 1            | 10        | 0         | 1     | 0     | 2          | 0          | —         | —         | 0     | 0    | 13      | 0       |
| «Кан»             | Загалом           | Загалом           | 26        | 0         | 2     | 0     | 4          | 0          | —         | —         | 0     | 0    | 32      | 0       |
| «Кан II»          | 2015–16           | ЧФА 2             | 5         | 1         | —     | —     | —          | —          | —         | —         | 0     | 0    | 5       | 1       |
| «Кан II»          | 2016–17           | ЧФА 2             | 7         | 0         | —     | —     | —          | —          | —         | —         | 0     | 0    | 7       | 0       |
| «Кан II»          | 2017–18           | ЧФА 2             | 10        | 4         | —     | —     | —          | —          | —         | —         | 0     | 0    | 10      | 4       |
| «Кан II»          | Загалом           | Загалом           | 22        | 5         | —     | —     | —          | —          | —         | —         | 0     | 0    | 22      | 5       |
| «Лаваль» (оренда) | 2016–17           | Ліга 2            | 12        | 1         | —     | —     | —          | —          | —         | —         | 0     | 0    | 12      | 1       |
| Усього за кар'єру | Усього за кар'єру | Усього за кар'єру | 142       | 17        | 3     | 0     | 8          | 0          | —         | —         | 0     | 0    | 153     | 17      |

1. ↑  Включаючи матчі в кубку Франції.
2. ↑  Включаючи матчі Кубку ліги.

### У збірній
Станом на 17 січня 2017
| Національна збірна | Рік     | Матчі | Голи |
| ------------------ | ------- | ----- | ---- |
| ДР Конго           | 2015    | 3     | 0    |
| ДР Конго           | 2016    | 1     | 0    |
| ДР Конго           | 2017    | 0     | 0    |
| Загалом            | Загалом | 4     | 0    |

#### Голи за збірну
Станом на 17 січня 2017. Рахунок та результат збірної ДР Конго знаходиться на першому місці.
| Гол | Дата              | Стадіон                                | Суперник | Рахунок | Результат | Змагання                           |
| --- | ----------------- | -------------------------------------- | -------- | ------- | --------- | ---------------------------------- |
| 1   | 8 жовтня 2015     | Стад де ла Сіте де л'Оє, Візе, Бельгія | Нігерія  | 2–0     | 2–0       | Товариський матч                   |
| 2   | 15 листопада 2015 | Мтад де Мартірс, Кіншаса, ДР Конго     | Бурунді  | 1–0     | 3–0       | кваліфікація чемпіонату світу 2018 |